# William Fitzsimmons
William Fitzsimmons, född 1978 i Pittsburgh, är en Illinois-baserad, tidigare Pennsylvania-baserad, singer-songwriter. Fitzsimmons är kanske mest känd för sina låtar "Passion Play" och "Please Don't Go", som spelats under viktiga scener i sjukhusdramat Grey's Anatomy. Hans två första fullängdsalbum, Until When We Are Ghosts från 2005 och Goodnight från 2006 var helt självproducerade och inspelade av Fitzsimmons själv i hans hem i Pittsburgh. Fitzsimmons första studioinspelade album The Sparrow And The Crow gavs ut 2008 och debuterade på en andraplats på Itunes topplista för folkalbum och #56 på Itunes albumtopplista. Utöver detta har hans musik varit med i Life of Ryan, One Tree Hill och Army Wives och han har omnämnts i bland annat musiktidningen Billboard.

## Diskografi
- Until When We Are Ghosts, 2005
  1. Find It In Me
  2. Passion Play
  3. Candy
  4. When I Come Home
  5. Funeral Dress
  6. My Life Changed
  7. Forsake All Others
  8. Kylie
  9. Problem of Pain
  10. When You Were Young
  11. Shattered
- Goodnight, 2006
  1. It's Not True
  2. Hold On With My Open Hands
  3. Everything Has Changed
  4. Leave Me By Myself
  5. Please Don't Go
  6. You Broke My Heart
  7. Body For My Bed
  8. Never Let You Go
  9. I Don't Love You Anymore
  10. Mend Your Heart
  11. Goodnight
  12. Find My Way Home
  13. Afterall
- The Sparrow and the Crow, 2008
  1. After Afterall
  2. I Don't Feel It Anymore (Song Of The Sparrow)
  3. We Feel Alone
  4. If You Would Come Back Home
  5. Please Forgive Me (Song Of The Crow)
  6. Further From You
  7. Just Not Each Other
  8. Even Now
  9. You Still Hurt Me
  10. They'll Never Take The Good Years
  11. Find Me To Forgive
  12. Goodmorning
  13. Maybe Be Alright
- Heartless - Singel, 2009